# Dubois Dépraz
Dubois Dépraz SA es una empresa relojera suiza. Fundada en 1901 en la localidad de Le Lieu, con el transcurso del tiempo se ha especializado en la fabricación de módulos cronográficos y en la micromecánica de precisión.

## Historia
Marcel Dépraz abrió el 1 de enero de 1901 un taller de mecanismos relojeros complejos en Le Lieu, en el cantón de Vaud.
Hacia 1920, Marcel Dépraz se especializó en el estudio y diseño de complicaciones, siendo la producción confiada a su cuñado Marius Guignard a través de una segunda empresa llamada Dépraz & Guignard.
En 1937 se contrató a Reynold Dubois, yerno de Marcel, y se desarrolló un cronógrafo, sin rueda de pilares ni bloqueador, de calibre 13 ¾'''. Se convirtió en un verdadero éxito para la empresa, conocida con el nombre de Landeron 48 que produjo 3,5 millones de unidades. Su comercialización continuó hasta la década de 1970.
Tras la muerte de Marcel Dépraz en 1947, las dos empresas se fusionaron bajo el nombre Dépraz & Cie, y se inauguró un departamento de micromecánica con el fin de diversificar las actividades de la empresa en áreas como la ingeniería aeroespacial, la óptica, la tecnología militar e incluso la electrónica.
En 1948, Eberhard & Co seleccionó el calibre 74.
En 1967, Gérald Dubois, hijo de Reynold, presentó una primera patente para el módulo Chronomatic 11-12 que permitía añadir funciones cronográficas a un reloj automático con un único microrrotor.
En 1968 se fundó la empresa Dubois Dépraz SA.
En 1969, las firmas Heuer, Breitling y Buren presentaron sus primeros modelos de relojes cronógrafos que integraban el módulo Chronomatic.
En 1979, Gérald Dubois asumió la dirección de la empresa.
En 1983 nació el módulo Dubois Dépraz 2000, apto tanto para movimientos mecánicos como de cuarzo.
En colaboración con la Escuela Politécnica Federal de Lausana (EPFL), la empresa Dubois Dépraz también es conocida por haber fabricado el primer ratón del grupo Logitech.